# Wilhelm Schraml
Wilhelm Schraml (* 26. Juni 1935 in Erbendorf; † 8. November 2021 in Altötting) war von 2002 bis 2012 der 84. Bischof von Passau.

## Leben
Wilhelm Schraml wurde als zweiter von drei Söhnen geboren und besuchte das Alte Gymnasium am Ägidienplatz in Regensburg, die Vorläuferschule des Albertus-Magnus-Gymnasiums und das Bischöfliche Knabenseminar Obermünster. Das Abitur legte er 1956 im Studienseminar St. Augustin in Weiden ab. Als Alumnus des Regensburger Priesterseminares studierte er Philosophie und Theologie an der Philosophisch-theologischen Hochschule Regensburg. Er war dort ordentliches Mitglied des K.St.V Agilolfia im KV. Am 29. Juni 1961 empfing er die Priesterweihe durch den Regensburger Weihbischof Josef Hiltl und war anschließend Kaplan in Falkenstein und wechselte 1962 nach Kirchenthumbach. 1963 kehrte er nach Falkenstein zurück. 1966 erfolgte der Wechsel nach Regensburg in die Pfarrei St. Konrad. Im Jahr 1970 wurde Schraml zum Domvikar ernannt und übernahm die Aufgaben des stellvertretenden Diözesan-Präses der Kolpingsfamilie. Ein Jahr später wurde er Diözesan-Präses der Kolpingsfamilie. 1983 erfolgte die Aufnahme in das Regensburger Domkapitel.
Papst Johannes Paul II. ernannte ihn am 7. Januar 1986 zum Titularbischof von Munatiana und zum Weihbischof in Regensburg. Diözesanbischof Manfred Müller spendete ihm am 8. März 1986 in der Regensburger Dominikanerkirche die Bischofsweihe. Mitkonsekratoren waren die Weihbischöfe Vinzenz Guggenberger aus Regensburg und Martin Wiesend aus Bamberg.
Im Jahr 1986 wurde Schraml zum Bischofsvikar für die caritativen Werke ernannt. Er war Vorsitzender des Caritasverbandes für die Diözese Regensburg und Vorsitzender der Katholischen Jugendfürsorge der Diözese Regensburg. Er war darüber hinaus Referent für Liturgie und Kirchenmusik und Vorsitzender der Stiftung Kirchenmusikschule Regensburg sowie verantwortlich für das Referat Ehe und Familie und zuständig als Regionaldekan für die Seelsorgsregion Landshut.
Papst Johannes Paul II. ernannte Weihbischof Schraml am 13. Dezember 2001 zum Diözesanbischof von Passau. Die feierliche Amtsübernahme fand am 23. Februar 2002 statt. Die „Pastorale Entwicklung Passau“ (PEP), die sein Vorgänger Franz Xaver Eder unter reger Beteiligung von engagierten Laien einsetzte, wurde von ihm nach Amtsantritt fast umgehend beendet. Am 2. März 2010 gab Schraml bekannt, dass Papst Benedikt XVI. das Angebot zum Amtsverzicht, das jeder Bischof mit 75 Jahren stellt, nicht angenommen hat. Erst am 1. Oktober 2012 nahm Benedikt XVI. sein aus Altersgründen vorgebrachtes Rücktrittsgesuch an. Gleichzeitig ernannte er ihn bis zur Amtseinführung eines Nachfolgers zum Apostolischen Administrator der Diözese. Ende Juli 2013 verlegte Schraml seinen privaten Wohnsitz in den Wallfahrtsort Altötting. Am 2. September 2013 wurde er von Papst Franziskus von allen Aufgaben als Apostolischer Administrator entbunden.
2004 wurde er von Kardinal-Großmeister Carlo Kardinal Furno zum Großoffizier des Ritterordens vom Heiligen Grab zu Jerusalem ernannt und am 16. Oktober 2004 in der Münchner Jesuitenkirche durch Anton Schlembach, Großprior der deutschen Statthalterei, investiert.
Bischof Wilhelm Schraml starb am 8. November 2021 in Altötting. Er wurde seinem Wunsch entsprechend am 15. November 2021 nach einem Requiem in der Basilika St. Anna in der Anbetungskapelle am Kapellplatz beigesetzt.

## Bischofswappen

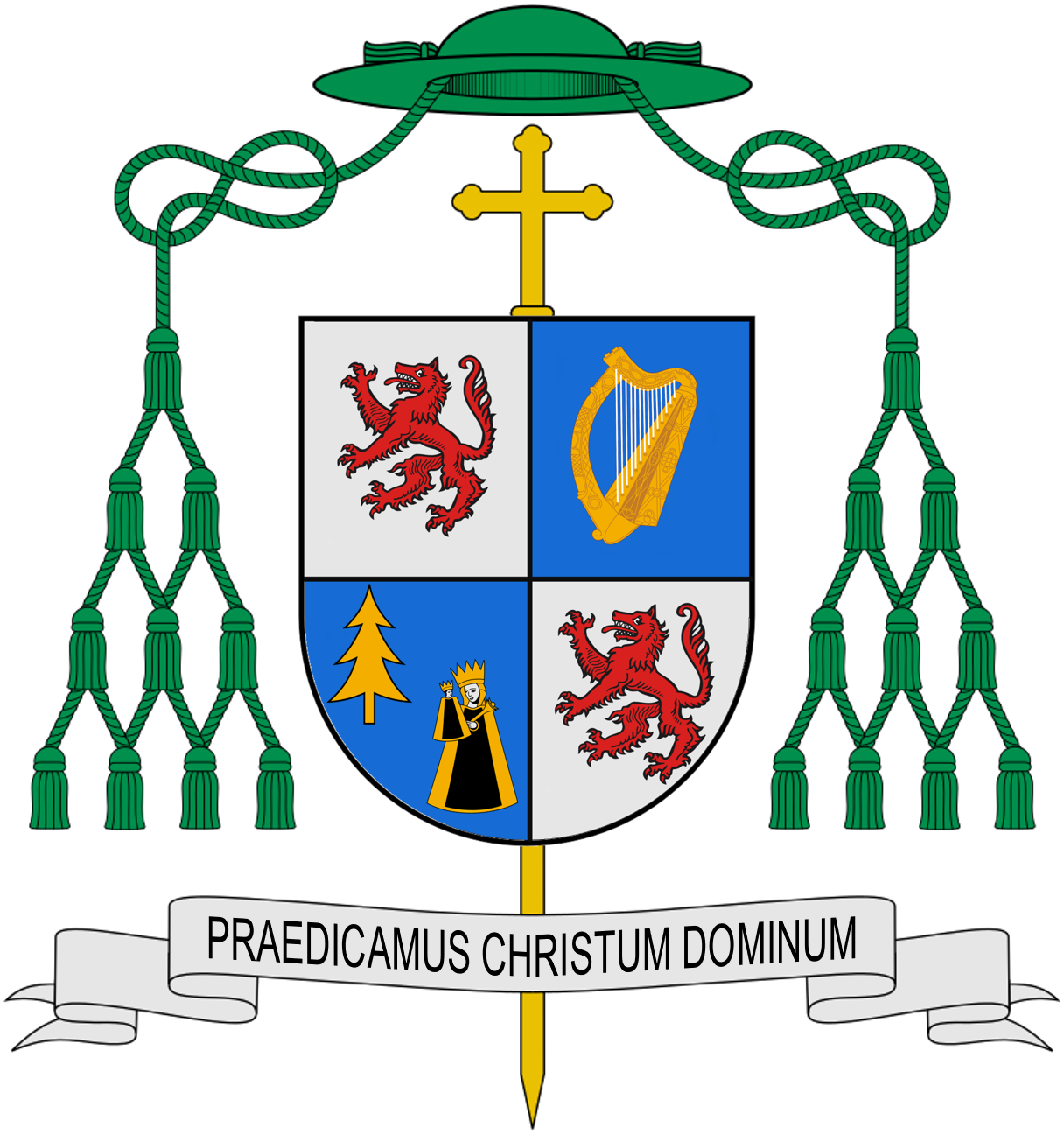
Bischofswappen von Wilhelm Schraml

Das Wappen vierfach geteilt, zeigt es in Feld 1 und 4 einen roten Wolf auf silbernem Grund, den „Passauer Wolf“ das Wappentier der ehem. Fürstbischöfe und heutiges Bistumswappen. Feld 2, eine goldene Harfe auf blauem Grund zeigt die Verbundenheit Wilhelm Schramls mit der Musik, hier besonders der Kirchenmusik. Feld 3 zeigt ebenfalls auf blauem Grund eine grüne Fichte, als Symbol für den Heimatort Erbendorf im oberpfälzischen Steinwald und das Gnadenbild von Altötting. Bischof Wilhelm Schraml will darauf hinweisen, dass er das Bistum Passau und sein bischöfliches Wirken der Gottesmutter anempfiehlt.
Sein Wahlspruch „Jesus Christus als den Herrn verkündigen“ aus dem 2. Brief des Paulus an die Korinther (2 Kor 4,5 ) das Bekenntnis zu Jesus Christus, das er schon als Titularbischof von Munatiana und Weihbischof in Regensburg über sein Wirken stellte.
Hinter dem Wappenschild gekreuzt stehen ein Kreuz, das sogenannte Vortragekreuz ist das heraldische Würdezeichen der Bischöfe, und ein Bischofsstab, darüber der grüne Bischofshut mit den 12 Quasten.

## Ehrungen und Auszeichnungen
- 1995 Verdienstorden der Bundesrepublik Deutschland (Verdienstkreuz 1. Klasse) für seine Verdienste und sein Engagement in Kirche und Gesellschaft
- 2001 Verleihung der Ehrenbürgerwürde seiner Geburtsstadt Erbendorf, Oberpfalz
- 2004 Verleihung des Bayerischen Verdienstordens
- 2004 Investitur in den Ritterorden vom Heiligen Grab zu Jerusalem[6]
- 2005 Ehrenmitgliedschaft in der katholischen Studentenverbindung K.D.St.V. Oeno-Danubia im CV
- 2011 Ehrenmitglied des Paulinerordens[7]
- 2015 Verleihung der Ehrenbürgerwürde von Altötting[8]